# كسوف الشمس في 8 يوليو 1842
كسوف الشمس في 8 يوليو 1842 هو كسوف كلي للشمس، لاحظ فرانسيس بيلي الكسوف الكلي للشمس من إيطاليا ، وركز انتباهه على الهالة الشمسية والوهج الشمسي وحددها كجزء من الغلاف الجوي للشمس. يسمى تأثير كسوف الشمس الآن خرزات بيلي تكريما له بعد تفسيره الصحيح للظاهرة في عام 1836.

## الكسوفات ذات الصلة
كان جزءا من ساروس شمسي 124